# ورم الغضروف
تتشكل أورام الغضروف في أنسجة الغضروف. يمكن أن تكون حميدة (ورم غضروفي) أو خبيث (ساركومة غضروفية). غالبًا ما تظهر هذه الأورام في العظام، وليس في أنسجة الغضروف الموجودة مسبقًا. في بعض الحالات، قد تنتج الأورام التي تكونت في أنسجة أخرى مصفوفة تشبه الغضروف، مثال على ذلك هو الورم الحميد متعدد الأشكال للغدد اللعابية.